# MystFest

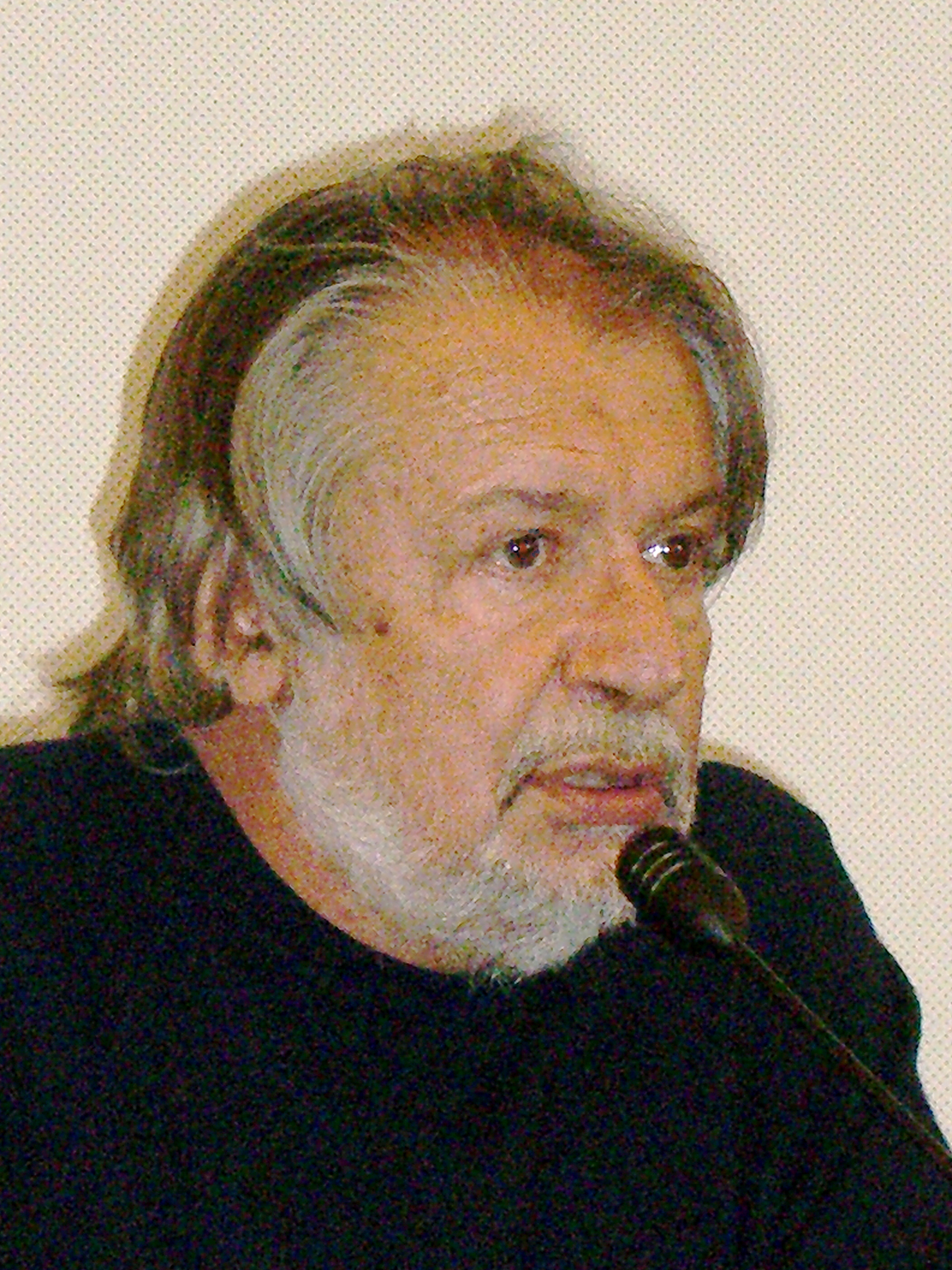
Felice Laudadio.

Le festival MystFest (Festival internazionale del giallo e del mistero) est un festival italien de cinéma et de littérature dans les genres du polar et du giallo. Il se déroule à Cattolica (en Émilie-Romagne). 

## Historique
Le festival MystFest a été fondé par le journaliste Felice Laudadio en 1973.